# Institut européen de recherches spatiales
L'Institut européen de recherches spatiales ou European Space Research Institute (ESRIN) est un des centres de l'Agence spatiale européenne basé à Frascati, à environ 20 km au sud de Rome, en Italie. 
L'ESRIN est, au sein de l'agence européenne, responsable de :
- la collecte, le stockage et la distribution des données recueillies par les satellites de l'ESA. Le pilotage des activités d'observation de la Terre sont de la responsabilité du centre.
- la gestion du système d'information de l'agence spatiale ainsi celle de son portail sur internet
- un laboratoire sur les technologies des télécommunications spatiales
- le pilotage du projet de lanceur Vega.

Le centre a été fondé en 1966 et traite des données des satellites depuis les années 1970.